# Yunior Alcántara Reyes
Yunior Alcántara Reyes (10 de febrero de 2004) es un deportista dominicano que compite en boxeo. Participó en los Juegos Olímpicos de París 2024, obteniendo una medalla de bronce en la categoría de 51 kg.

## Palmarés internacional
| Juegos Olímpicos | Juegos Olímpicos | Juegos Olímpicos  | Juegos Olímpicos |
| Año              | Lugar            | Medalla           | Categoría        |
| ---------------- | ---------------- | ----------------- | ---------------- |
| 2024             | París (Francia)  | Medalla de bronce | 51 kg            |